# Championnats du monde de duathlon cross 2022
Navigation
Édition suivante
Les championnats du monde de duathlon cross 2022 sont organisés par la Fédération internationale de triathlon (World Triathlon). Ils se déroulent à Târgu Mureș en Roumanie le 6 juin 2022. 

## Palmarès
Les tableaux présentent les podiums des championnats.
| Rang               | Athlète              | Pays     | Temps           |
| ------------------ | -------------------- | -------- | --------------- |
| Médaille d'or      | Thibaut De Smet      | Belgique | 1 h 52 min 41 s |
| Médaille d'argent  | Sébastien Carabin    | Belgique | 1 h 54 min 27 s |
| Médaille de bronze | Alessandro Saravalle | Italie   | 1 h 56 min 45 s |

| Rang               | Athlète            | Pays     | Temps           |
| ------------------ | ------------------ | -------- | --------------- |
| Médaille d'or      | Eleonora Peroncini | Italie   | 2 h 19 min 5 s  |
| Médaille d'argent  | Carina Wasle       | Autriche | 2 h 22 min 18 s |
| Médaille de bronze | Noor Dekker        | Pays-Bas | 2 h 23 min 46 s |